# Emilia Rosa de Fries
Emilia Rosa de Fries (* 1986 in Duisburg) ist eine deutsche Schauspielerin.

## Leben
Emilia Rosa de Fries ist in Düsseldorf aufgewachsen. Sie absolvierte von 2006 bis 2010 ein Schauspielstudium an der Hochschule für Musik und darstellende Kunst Stuttgart. Während des Studiums wurde sie für vier Produktionen am Staatstheater Stuttgart engagiert und arbeitete mit den Regisseuren Michael Thalheimer, Christian Hockenbrink und Seraina Maria Sievi.
Sie war von 2000 bis 2005 Mitglied im Jugendclub des Kinder- und Jugendtheaters Düsseldorf. Während dieser Zeit wurden zwei Stück-Inszenierungen des Jugendclubs in den professionellen Spielplanbetrieb aufgenommen. 
Von 2010 bis 2015 war de Fries Ensemblemitglied des Stadttheater Aachen. Sie spielte in über dreißig Produktionen überwiegend Protagonistinnen. Sie arbeitete unter anderem mit Regisseuren wie Ludger Engels, Bernadette Sonnenbichler, Hans Werner Kroesinger, Ronny Jakubaschk, Tanja Krone, Christina Rast, Marion Schneider-Bask und Jenke Nordalm. 
Seit 2015 lebt Emilia de Fries in Berlin. Sie ist in verschiedenen Theatern der Bundesrepublik aktiv. 
2016 feierte sie ihr Kinofilmdebüt mit der Hauptrolle der Marie in Und am Ende sind alle allein. Der Film hatte auf dem Festival des deutschen Films Premiere und lief 2016 in den Kinos. Für den Spielfilm Die Q ist ein Tier übernahm sie die Rolle der Bonnie Klemens.
Im Februar 2021 outete sie sich im Rahmen der Initiative #actout im SZ-Magazin mit 184 anderen lesbischen, schwulen, bisexuellen, queeren, nicht-binären und trans* Schauspielern.